# チャド・ドーソン
チャド・ドーソン（Chad Dawson、1982年7月13日 - ）は、アメリカ合衆国の男性プロボクサー。サウスカロライナ州ハーツビル出身。元WBC・IBF世界ライトヘビー級王者。「Bad（悪）」の異名を持つ。

## 来歴
2001年8月18日、19歳でプロデビュー。全勝のまま2003年10月31日には空位だったWBC世界ミドル級ユース王座を獲得。
2005年11月18日、NABO北米スーパーミドル級タイトルを獲得。
2006年6月2日、NABF北米ライトヘビー級タイトルを獲得。
2007年2月3日、トマシュ・アダメク（ポーランド）の持つWBC世界ライトヘビー級王座に挑戦し、12回判定勝ちで無敗のまま世界王座を獲得した。
2007年9月29日、エピファニオ・メンドサ（コロンビア）と対戦し、4回KO勝ちで2度目の防衛に成功した。
2008年4月12日、グレンコフ・ジョンソン（ジャマイカ）と対戦し、3-0の判定勝ちで3度目の防衛に成功した。
2008年7月、WBC世界ライトヘビー級暫定王者アドリアン・ディアコヌとの王座統一戦を拒否し、王座を剥奪された。
2008年10月11日、アントニオ・ターバー（アメリカ）の持つIBF世界ライトヘビー級王座とIBO世界ライトヘビー級王座に挑戦し、3-0の判定勝ちで王座の獲得に成功した。
2009年5月9日、アントニオ・ターバーと再戦し、3-0の判定勝ちでIBF王座とIBO王座の初防衛に成功した。
2009年11月7日、WBC世界ライトヘビー級暫定王座決定戦並びにIBO世界ライトヘビー級タイトルマッチでグレンコフ・ジョンソンと再戦し、3-0の判定勝ちでWBC世界ライトヘビー級暫定王座を獲得、IBO王座の2度目の防衛に成功した。
2010年8月14日、WBC世界ライトヘビー級正規王者ジャン・パスカルとWBC世界ライトヘビー級王座統一戦並びにIBO世界ライトヘビー級タイトルマッチで対戦。11回にバッティングによりドーソンが右瞼をカットし、負傷判定負けでWBC世界ライトヘビー級王座統一に失敗、同時にIBO世界ライトヘビー級王座からも陥落、プロキャリア初黒星を喫した。
2011年10月15日、バーナード・ホプキンスの持つWBC世界ライトヘビー級王座に挑戦。2ラウンド途中にドーソンがホプキンスの膝を抱えるような形で押し倒し、この際左肩を強打したホプキンスが試合続行不可能となった。主審はドーソンのTKO勝ちとしたが試合後のビデオ検証の結果引き分けに訂正、ホプキンスに王座が返還された。
2012年4月28日、アトランティックシティのボードウォーク・ホールにてバーナード・ホプキンスと再戦し、2-0（117-111が2者、114-114）の判定勝ちでドーソンがWBC世界ライトヘビー級王座に返り咲いたのと同時にリングマガジンから認定王座が贈られた。
2012年9月8日、アトランティックシティのボードウォーク・ホールでアンドレ・ウォードの持つWBA世界スーパーミドル級スーパー王座とWBC世界スーパーミドル級王座に挑戦したが10回2分45秒TKO負けで2階級制覇に失敗した。
2013年6月8日、カナダのモントリオールのベル・センターでWBC世界ライトヘビー級3位のアドニス・ステベンソンと対戦。開幕に放った左ストレートが直撃しノックダウン、起き上がるも足元がふらつきレフェリーがストップ。よもやの1回1分16秒TKO負けを喫し、初防衛に失敗し王座から陥落したのと同時にリングマガジン王座を手放した。
2014年10月4日、コネチカット州にてランセス・バルテレミーvsフェルナンド・サウセドの前座でトミー・カーペンシーと対戦。10回1-2（94-96、96-94、94-96）の判定負けを喫した。
2015年12月8日、1年2ヶ月ぶりの試合で10回判定勝利を収めた。
2017年3月4日、ニューヨークにてキース・サーマンVSダニー・ガルシアの前座でアンドルー・フォンファラと対戦、10回TKO負けを喫した。

## 獲得タイトル
- WBC世界ミドル級ユース王座
- NABO北米スーパーミドル級王座
- NABF北米ライトヘビー級王座
- WBC世界ライトヘビー級王座（防衛3=剥奪）
- IBF世界ライトヘビー級王座（防衛1=返上）
- IBO世界ライトヘビー級王座（防衛2）
- WBC世界ライトヘビー級暫定王座（防衛0）
- リングマガジン同誌認定ライトヘビー級王座